# Sainte-Hélène (Morbihan)
Sainte-Hélène is een gemeente in het Franse departement Morbihan (regio Bretagne). De plaats maakt deel uit van het arrondissement Lorient. De gemeente telde 1.298 inwoners op 1 januari 2022.

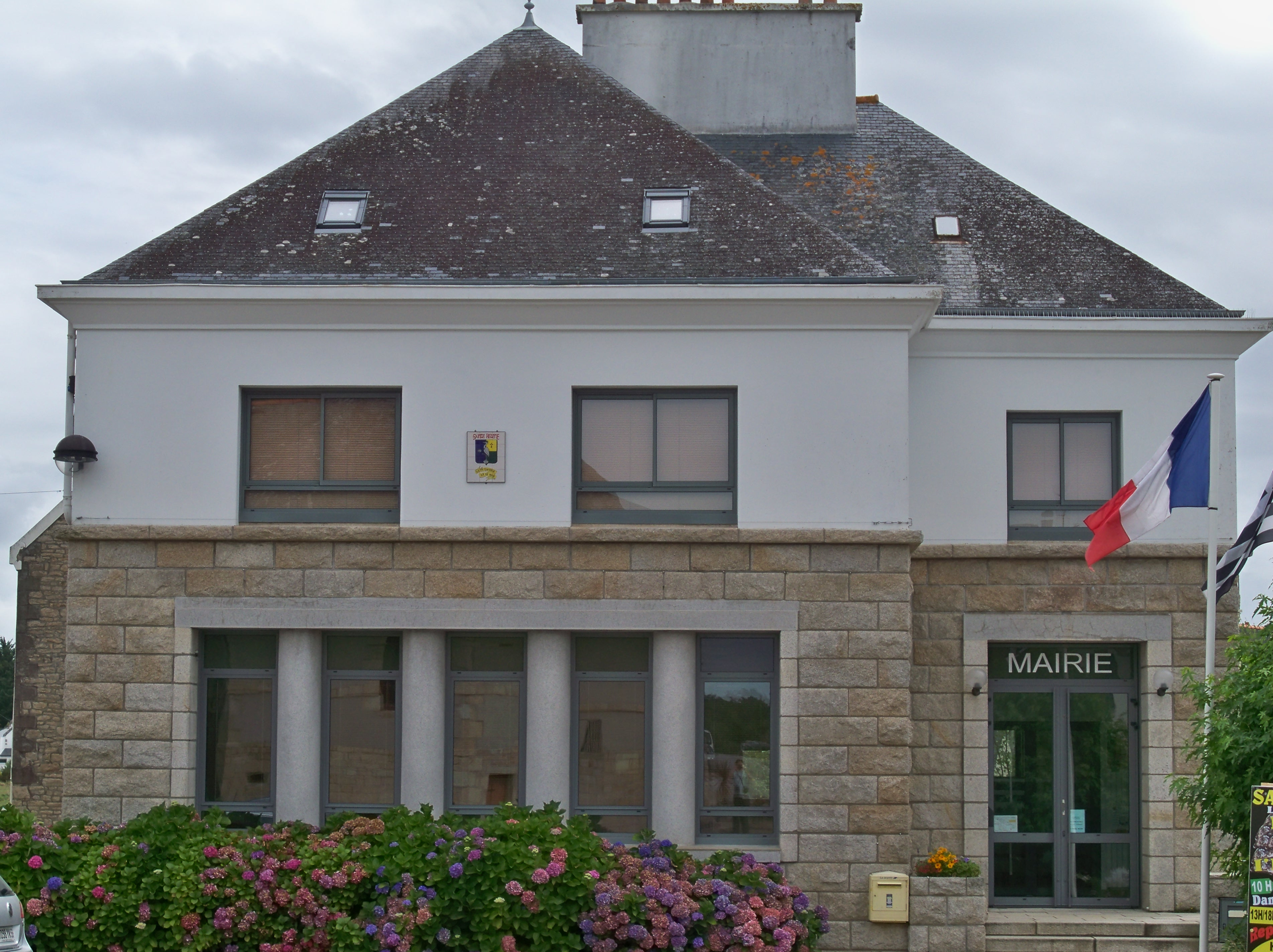
Gemeentehuis
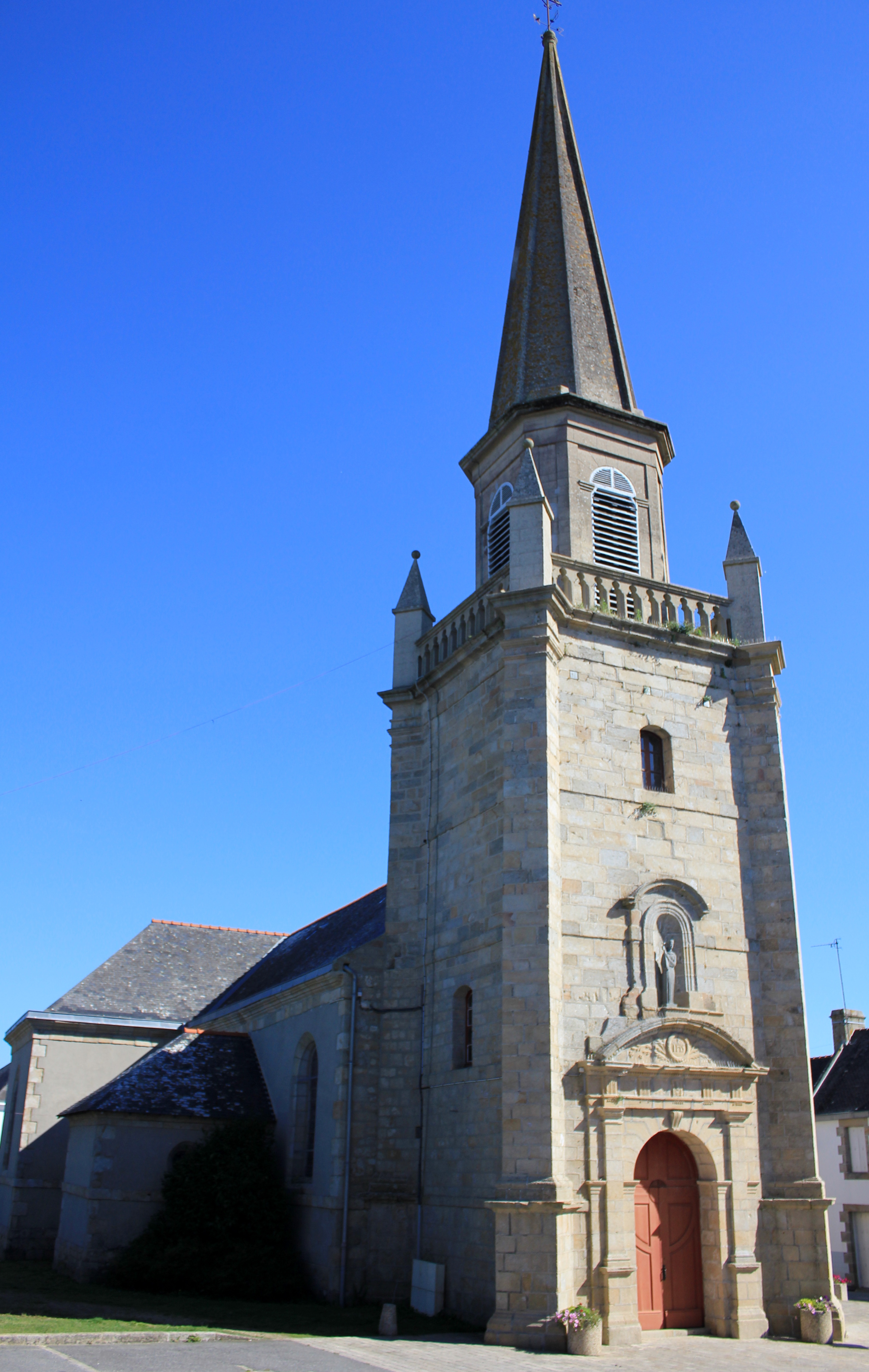
Kerk van Sainte-Hélène

## Geografie
De oppervlakte van Sainte-Hélène bedroeg op 1 januari 2022 8,08 vierkante kilometer; de bevolkingsdichtheid was toen 160,6 inwoners per km².

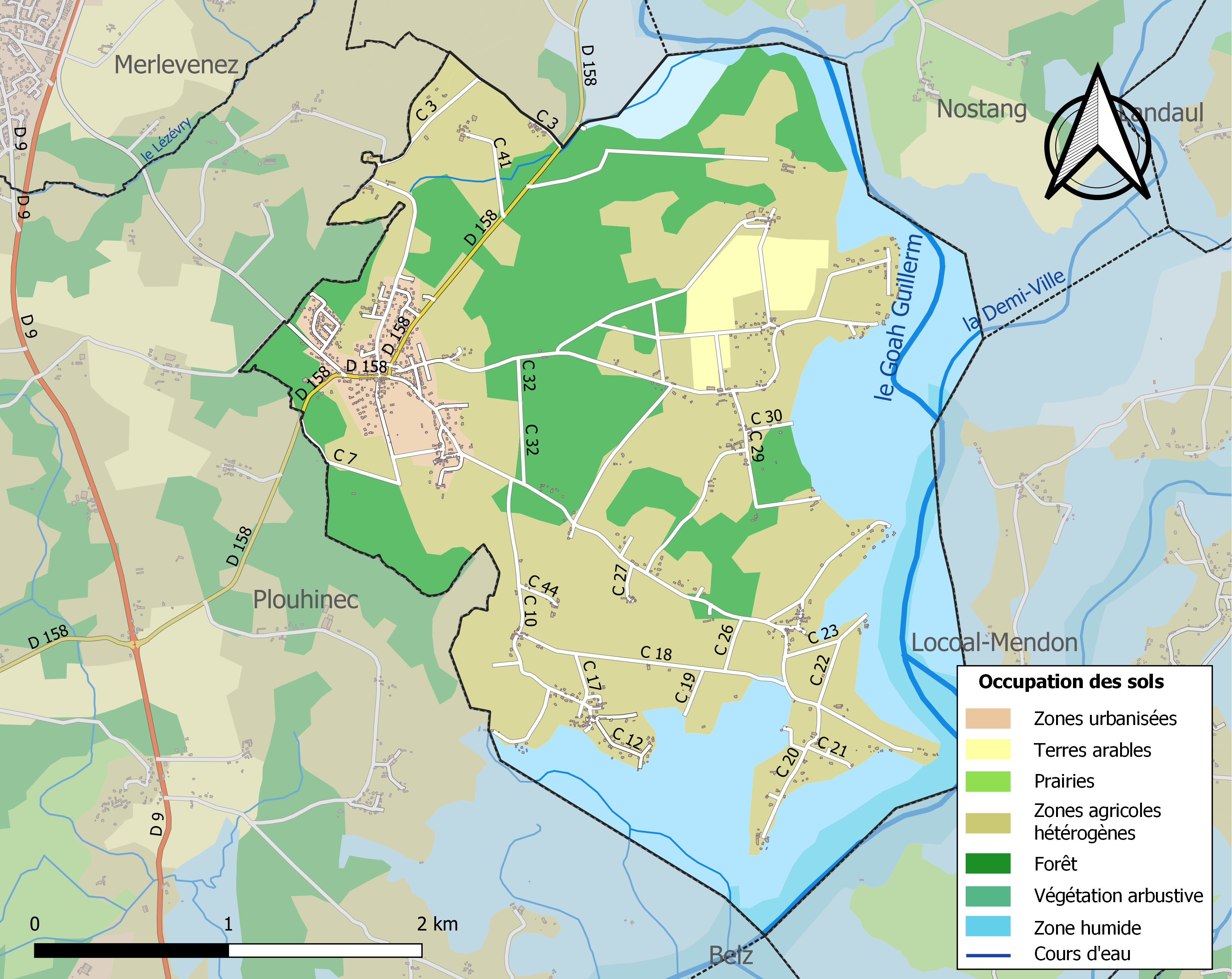
Kaart van de gemeente met de belangrijkste infrastructuur, bodemgebruik en omliggende gemeenten

## Demografie
Onderstaande figuur toont het verloop van het inwonertal, bron: INSEE-tellingen. 